# Аскания-Новый поселковый совет
Аскания-Новый поселковый совет (укр. Асканія-Нова селищна рада) — орган местного самоуправления Аскания-Новой поселковой общины Каховского района Херсонской области Украины. До 2016 года — создания общины — был административно-территориальной единицей и её же органом местного самоуправления Чаплинского района.
Административный центр поселкового совета как административно-территориальной единицы находился в посёлке городского типа Аскания-Нова.

## История
Образован в 1918 году.
6 октября 2009 года название Аскание-Нового поселкового совета (укр. Асканіє-Нова селищна рада) было скорректировано — Аскания-Новый поселковый совет.
15 июля 2016 года Маркеевский сельский и Аскания-Новый поселковый советы были объединены в Аскания-Новую поселковую территориальную общину с административным центром в посёлке городского типа Аскания-Нова.

## Населённые пункты совета
- пгт Аскания-Нова
- пос. Ильинка
- пос. Камыш
- пос. Молочное
- пос. Новый Этап
- пос. Питомник